# La Couarde
La Couarde foi uma comuna francesa na região administrativa da Nova Aquitânia, no departamento de Deux-Sèvres. Estendia-se por uma área de 16,36 km². Em 2010 a comuna tinha 262 habitantes (densidade: 16 hab./km²).
Em 1 de janeiro de 2019, passou a formar parte da nova comuna de Prailles-La Couarde.